# Дуэн, Хантер
Хантер Дуэн (иногда также Духан (англ. Hunter Doohan), род. 19 января 1994, Форт-Смит, Арканзас, США) — американский актёр. Наиболее известен ролями в сериалах «Ваша честь» (2020) и «Уэнздей» (2022).

## Биография
Хантер Дуэн родился в Форт-Смите, штат Арканзас. В подростковом возрасте принимал участие в школьных театральных постановках. После окончания средней школы он прошел стажировку в компании Elizabeth Barnes Casting в Лос-Анджелесе, а затем работал на различных дневных работах, в том числе на заднем плане, официантом и экскурсоводом Universal Studios, одновременно изучая актёрское мастерство и проходя прослушивания на роли. Имеет брата Джона. Учился в городском университете Оклахома.

## Карьера
С 2019 по 2020 играл молодого Уоррена Кейва в сериале Apple TV+ «Сказать правду». С 2020 по 2021 играл Адама Десиато в сериале Showtime «Ваша честь».
В 2022 году появился в сериале Netflix «Уэнздей» в роли Тайлера Галпина, сына шерифа. Сериал основан на персонажах комиксов «Семейка Аддамс», созданных Чарльзом Аддамсом.

## Личная жизнь
Духан — открытый гей, сын австралийского теннисиста Питера Духана. С июня 2022 года в браке с продюсером Филдером Джюттом.

## Фильмография
| Год  |   | Русское название              | Оригинальное название | Роль                    |
| ---- | - | ----------------------------- | --------------------- | ----------------------- |
| 2018 | ф | Звуковая волна                | Soundwave             | Бен Бойлз               |
| 2018 | с | Мир Дикого Запада             | Westworld             | скаут                   |
| 2019 | ф | Там, где мы исчезнем          | Where We Disappear    | Иван                    |
| 2019 | с | Обученные                     | Schooled              | Мэтт Райан              |
| 2019 | с | Что/если                      | What/If               | Тайлер                  |
| 2019 | с | Сказать правду                | Truth Be Told         | Уоррен Кейв в молодости |
| 2020 | с | Ваша честь                    | Your Honor            | Адам Десиато            |
| 2022 | с | Уэнздей                       | Wednesday             | Тайлер Галпин           |
| 2025 | с | Сорвиголова: Рождённый заново | Daredevil: Born Again | Бастиан Купер / Муза    |